# Enrico Gurioli
Enrico Gurioli (Marradi, 21 febbraio 1948) è un giornalista e scrittore italiano.
Vive tra Bologna e Malta.

## Biografia
Autore esperto di marineria e comunicazione è collaboratore a contratto dei quotidiani del Gruppo Monrif: Il Resto Del Carlino, La Nazione, Il Giorno- QN (Quotidiano Nazionale). È il primo e unico giornalista italiano a scrivere stabilmente per il Times of Malta, il prestigioso giornale anglofono maltese. È console di Malta per l'Emilia-Romagna.
Consulente nel 1980 della Confindustria-Ra per i problemi relativi al marketing aziendale, è stato docente di comunicazione al Centro Europeo di Studi Aziendali.
Nel 1982 è uno dei fondatori dei primi Centro Media, attività che cede al Gruppo Blu Media nel 1986 con un gestito di budget pubblicitari nazionali di circa 400 miliardi di Lire. Nel 1986 tiene lezioni di marketing e comunicazione all'Università di Bologna (Dipartimento di Psicologia del Lavoro della facoltà di Scienze Politiche) e seminari al Centro Tecnico per il Commercio in varie località italiane.
Nel 1991 al 1996 ricopre l'incarico di direttore marketing del gruppo Newton&Compton.

## La nautica
Ha fatto parte del comitato tecnico e del Consiglio Nazionale dell'Assonautica Italiana. È stato nel consiglio dei Venturieri, il sodalizio di chi va per mare fondato da Gianmarco Borea di cui è stato amico e marinaio sul Vistona.
Per dieci anni ha navigato sul Barbara Nova con Pepe e Laura Caglini, prima donna italiana a fare il giro del Mondo in barca a vela. Frequenta abitualmente il mondo della pesca professionale e del cluster portuale marittimo italiano. Gastronomo per tradizione di famiglia, dedica il suo tempo libero alla ricerca del sopravvivere di tradizioni autentiche nel campo della cultura del cibo. Ha scritto con Alessandro Molinari Pradelli "Il Mare in Cucina" (Edizione Gribaudo). Ha collaborato come autore esperto al progetto editoriale Coste e Mari d'Italia e alla realizzazione di 90 fascicoli a cadenza settimanale edito da Fabbri Editore/Rizzoli Corriere della Sera e Airone. Per la Casa Editrice Incontri Nautici è stato coautore del portolano Dove Navigare. È stato autore e conduttore di trasmissioni televisive andate in onda su È Tv e Mediaset. È stato consulente di Veneziafiere per Navalis e Garum –Il salone delle barche in legno e della Marineria tenutosi all'Arsenale di Venezia, organizzando per il Caffè Florian il caffè letterario del Mare. Ha coordinato il progetto di ricerca sul Turismo Nautico per l'Unioncamere dell'Emilia-Romagna. È curatore per Geonext-DeAgostini del DB sui porti italiani. Ha collaborato come autore con Bolina, Aqva e Mondo Barca. Ha scritto il saggio “Il lessico nei traffici via mare e storie di finanzieri e contrabbandieri” per il Comando Generale della Guardia di Finanza, lavoro presentato nelle Ambasciate italiane nel Mondo. Ha seguito per Ministero dell'Ambiente e dei Trasporti dei Governi Italiano e Maltese il progetto AREAMEDINIT per il censimento dei patrimoni di Archeologia Industriale del Mare e beni ambientali del Mediterraneo.

## Opere
Ha pubblicato:
- Amerigo Vespucci, la Nave più bella del Mondo,  DeAgostini: libro giunto alla quarta edizione in italiano e alla prima in lingua inglese.
- Longanesi Cattani. Il miglior Comandante fra i Comandanti migliori (quattro edizioni in tre mesi). Mursia, Milano  ISBN 9788842533634
- Ti regalo il mare, . Nel 2009, per Il Leggio è uscito edito poi nel 2010 dalla Gribaudo

### Curatele
- per La Feltrinelli della Collana il Mare Gribaudo,  coordinatore e coautore di "A bordo di un sogno", uscito nell'ottobre del 2010.
- Nel 2011 ha pubblicato per Pendragon Barche Amorrate. Dino Campana. La Vita, i canti marini e misteri orfici.

| Controllo di autorità | VIAF (EN) 86346137 · ISNI (EN) 0000 0000 5902 2854 · SBN UBOV062684 · LCCN (EN) no2009054849 · BNF (FR) cb16641705r (data) · CONOR.SI (SL) 198805859 |